# 사랑노래: 약속의 나쿠히토
사랑노래 -약속의 나쿠히토-(일본어: 愛唄 -約束のナクヒト-)는 2019년 개봉한 일본의 영화이다.

## 출연

### 주연
- 노미야 토오루 - 요코하마 류세이
- 이토 나기 - 키요하라 카야
- 사카모토 타츠야 - 이이지마 히로키

### 조연
- 코이케 다에코 - 나카무라 유리
- 소에지마 코이치 - 노마구치 토오루
- 아이카와 히로노 - 나루미 리코
- 시미즈 하즈키
- 니카이도 사토시
- 와타나베 슈
- 마사오 - 니시메 슌
- 토코스 레스토랑 매니저 - 오쿠노 에이타
- 이토 사와 - 토미타 야스코
- 노미야 미치코 - 자이젠 나오미

### 특별 출연
- 하시노 사에코 - 나카야마 미호